# Schönenbach (Wiese)
Der Schönenbach (am Oberlauf auch Langenbach, am Unterlauf auch Steigerswuhr) ist ein gut 8,6 km langer Bach des Südschwarzwaldes in Baden-Württemberg. Er verläuft auf dem Gemeindegebiet der Stadt Todtnau, entspringt auf der Gemarkung Muggenbrunn am Südhang des Haldenköpfles und mündet in Todtnau unterhalb des Busbahnhofs von rechts und Norden in die Wiese.

## Geographie

### Verlauf
Der Schönenbach entspringt als Langenbach am Südhang des Haldenköpfles auf der Gemarkung Muggenbrunn auf etwa 1190 m ü. NHN und verläuft zunächst in östlicher Richtung durch das Naturschutzgebiet Langenbach-Trubelsbach. Südlich des Notschrei-Passes biegt der Langenbach Richtung Süden ab und verläuft fortan weitgehend parallel zur L126, vorbei am Schneckenfelsen bis zur Mündung des Holzschlagbachs, wo er seinen Namen zu Schönenbach wechselt. Unterhalb der Aftersteger Wohnbebauung mündet von rechts das Töschelbächle, ab hier wird der Schönenbach auch Steigerswuhr genannt. Weiter talabwärts mündet von links das Stübenbächle, welches von Todtnauberg her kommend den Todtnauer Wasserfall hinabstürzt. Kurz darauf wird die Todtnauer Wohnbebauung erreicht, durch die der Bach in offenem Lauf bis hinab zur Wiese fließt, in die er in der Nähe des Busbahnhofs auf 639 m ü. NHN mündet.
Der etwa 8,6 km lange Lauf des Schönenbachs und seines Oberlaufs Langenbach endet ungefähr 550 Höhenmeter unterhalb seiner Quelle, er hat somit ein mittleres Sohlgefälle von etwa 64 ‰.

### Einzugsgebiet
Das naturräumlich zum Südschwarzwald gehörende Einzugsgebiet ist gut 20,1 km² groß und liegt komplett im Gemeindegebiet von Todtnau. Der höchste Punkt des Einzugsgebiets liegt im Nordosten auf dem Stübenwasen auf 1389 m ü. NHN im Bereich des Stübenbächles. Weitere Hochpunkte liegen auf dem Trubelsmattkopf (1281 m ü. NHN) im Westen im Teileinzugsgebiet des Trubelsbachs und auf dem Hirschkopf (1264,5 m ü. NHN) im Norden im Gebiet des Holzschlagbachs.
Die Einzugsgebiete der folgenden Nachbargewässer grenzen an:
- Jenseits der nördlichen Wasserscheide entwässert der Schwarzenbach und St. Wilhelmer Talbach (mit ihren zahlreichen Nebenläufen), über die Dreisam in den Rhein;
- im Osten grenzt das Einzugsgebiet der Roten Wiese,
- im Südosten das des Brandbachs, die beide oberhalb des Schönenbachs in die Wiese münden;
- im Westen fließt der Wiedenbach und seine Nebenläufe, der unterhalb des Schönenbachs ebenfalls in die Wiese entwässert.

### Zuflüsse
Liste der Zuflüsse von der Quelle zur Mündung (abgefragt oder abgemessen auf der amtlichen Gewässerkarte), die zahlreichen namenlosen Zuflüsse finden keine Berücksichtigung in der Liste.
Name (Mündungsseite), Gewässerkennzahl, Länge
- Dürrtannenbächle (links), DGKZ: 232-12112, 1,1 km
- Trubelsbach (rechts), DGKZ: 232-1212, 2,5 km
- Holzschlagbach, Oberlauf Schweinebach (links), DGKZ: 232-122, 4,2 km 
  - NN-GM1 * (rechts), DGKZ: 232-1222, 1,0 km
  - NN-FN9 * † (rechts), DGKZ: 232-1224, 1,1 km
- Gartenbächle (rechts), DGKZ: 232-1232, 1,1 km
- NN-YX3 * (links), DGKZ: 232-1234, 0,6 km
- Töschelbächle (rechts), DGKZ: 232-1236, 1,0 km
- Kresselbach (rechts), DGKZ: 232-1238, 1,1 km
- Stübenbächle (links), DGKZ: 232-124, 4,4 km 
  - Radwuhr † (rechts), DGKZ: 232-1242, 0,9 km
- Breitriesgraben (rechts), DGKZ: 232-1292, 1,2 km

### Flusssystem Wiese
- Fließgewässer im Flusssystem Wiese

## Gewässergüte
Die Gewässerqualität des Baches ist hoch; Messungen am Oberlauf südlich des Notschreis 2004 ergaben die Gewässergüteklasse I-II (gering belastet), etwas weiter bachabwärts, bei Muggenbrunn wurde die Güteklasse I (unbelastet) festgestellt.

## Energetische Nutzung
Insgesamt wird der Schönenbach durch elf Wasserkraftwerke genutzt. Drei davon befinden sich in Muggenbrunn, drei in Aftersteg, zwei zwischen Aftersteg und Todtnau und drei weitere in Todtnau selbst.